# 皮錫瑞

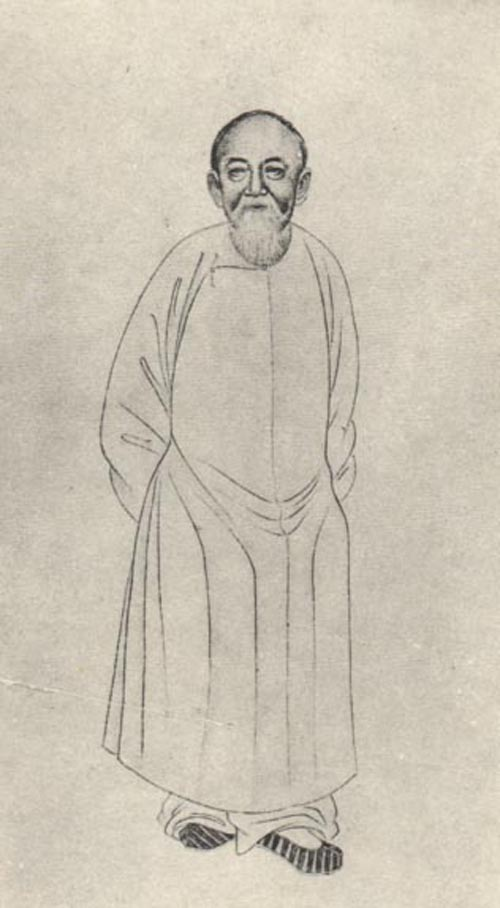
皮錫瑞（『清代学者象伝』）

皮 錫瑞（ひ しゃくずい、Pi Xirui、1850年 - 1908年）は、清の儒学者。字は鹿門または麓雲。
湖南省善化県（現在の長沙市）出身。1863年に秀才となり、1873年に抜貢となる。1879年、30歳の時より経学の研究を始める。1882年に挙人となる。前漢の初めに『書経』を伝えたという儒者伏勝を尊敬していたため、その書斎を「師伏堂」といい、「師伏先生」と呼ばれた。学派としては今文学派に属した。変法自強運動を支持したために挙人の身分を剥奪されたが、1901年に湖南巡撫兪廉三のはからいで挙人の身分を回復した。1903年、湖南師範館に招かれ、経学と倫理を講義した。

## 著書
- 『尚書大伝疏証』
- 『古文尚書疏証弁正』
- 『九経浅説』
- 『古文尚書冤詞平議』
- 『孝経鄭注疏』
- 『鄭志疏証』
- 『今文尚書考証』
- 『聖証論補評』
- 『尚書中候疏証』
- 『駁五経異義疏証』
- 『発墨守箴膏肓釈廃疾疏証』
- 『漢碑引経考』
- 『王制箋』